# Nánássy Ödön
Kiskárándi Nánássy Ödön, Nánásy Ödön Jenő Simon (Pest, 1867. október 28. – Budapest, 1951. szeptember 4.) jogi doktor, ügyvéd, megyei főszolgabíró és országgyűlési képviselő.

## Életútja
Nánási Ignác és Szőke Mária fia. Középiskoláit Egerben és Kalocsán a jezsuitáknál végezte. A jogot Bécsben, Egerben és Budapesten hallgatta. 1890-ben jogi doktori oklevelet nyert. Heves megyének aljegyzője lett, azután tiszteletbeli főszolgabíróvá és 1892-ben függetlenségi-párti képviselővé választatott. Később ügyvéd volt Budapesten. Halálát szívtágulás, szívizom-hegesedés, idült tüdőtágulás és elesés közben szerzett combnyaktörés okozta.
Országgyűlési beszédei a Naplókban vannak.

## Házassága és gyermekei

A tubolyszegi Tuboly család címere

Felesége a Zala vármegye római katolikus nemei származású tubolyszegi Tuboly Klementina (*Balatonfüred, 1875. szeptember 8.), színésznő, akinek a szülei tubolyszegi Tuboly Lipót (1823–1878), ügyvéd, 1848-as honvéd nemzetőr, és nagymádi és várbogyai Bogyay Adél asszony voltak. Feleségének a nagybátyja, tubolyszeghi Tuboly Viktor (1833–1902), ügyvéd, költő, Zala vármegye másodaljegyzője, alszolgabíró, földbirtokos.